# Philoscia muscorum
Philoscia muscorum är en kräftdjursart som först beskrevs av Giovanni Antonio Scopoli 1763.  Philoscia muscorum ingår i släktet Philoscia och familjen Philosciidae. Arten är reproducerande i Sverige.

## Underarter
Arten delas in i följande underarter:
- P. m. triangulifera
- P. m. virescens
- P. m. albescens
- P. m. rufa
- P. m. standeni
- P. m. muscorum
- P. m. marinensis
- P. m. maculata
- P. m. frigidana
- P. m. dalmatia
- P. m. biellensis
- P. m. aureomaculata

## Bildgalleri

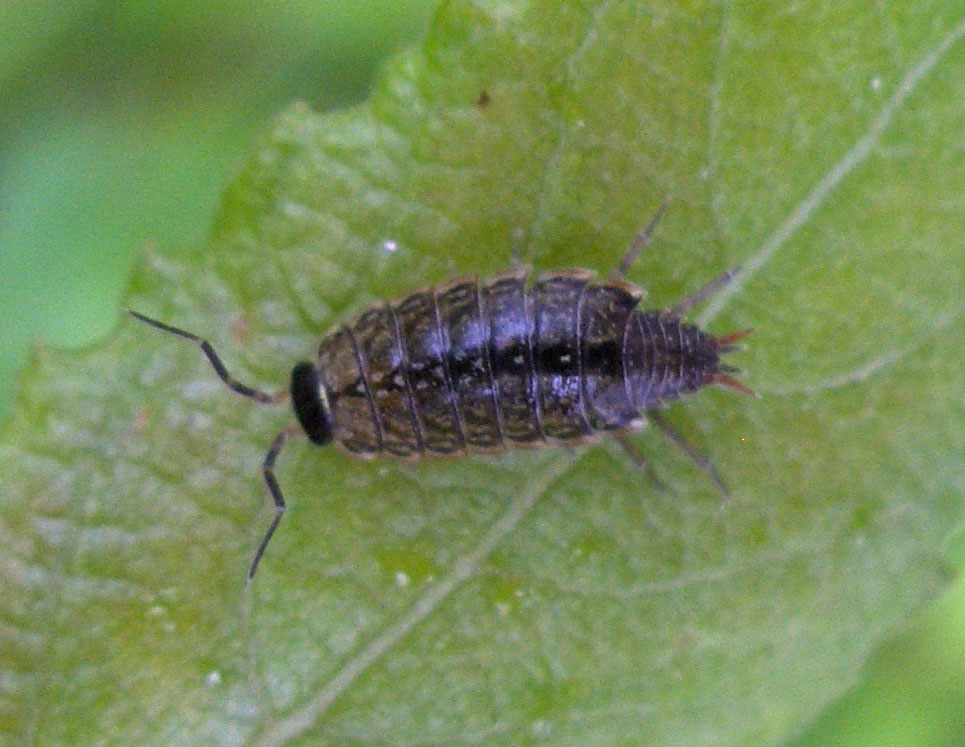
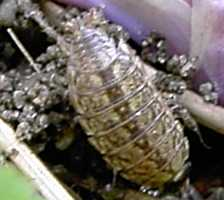